# Phakellia atypica
Phakellia atypica är en svampdjursart som beskrevs av Claude Lévi 1961. Phakellia atypica ingår i släktet Phakellia och familjen Axinellidae.
Artens utbredningsområde är havet utanför São Tomé och Príncipe. Inga underarter finns listade i Catalogue of Life.